# APA Group
APA Group (jap. アパグループ Apa Gurūpu) – powszechnie znana jako APA (Always Pleasant Amenities), to japońska firma deweloperska koncentrująca się na rozwoju budownictwa miejskiego i prowadzeniu sieci hoteli APA. Grupa APA została założona przez Toshio Motoyę w 1971 roku.
Prezesem sieci hoteli jest Fumiko Motoya żona założyciela APA Group, która według The Japan Times, jest jedną z najbardziej rozpoznawalnych twarzy w korporacyjnej Japonii, a jej wizerunek widnieje na billboardach umieszczonych wokół głównych stacji kolejowych w całym kraju.
W 2022 r. APA zarządzała drugą co do wielkości liczbą pokoi w japońskiej branży hotelarskiej po Toyoko Inn.